# Rogelio Casas y Batista
Rogelio Casas y Batista (Madrid, 1836-Madrid, 1889) fue un médico y académico español.

## Biografía
Nació el 5 de marzo de 1836 en Madrid. Doctor en Medicina en 1859, con una tesis titulada Influencia de las pasiones en la producción de enfermedades, fue catedrático de la Universidad Central de Madrid e individuo de número de la Real Academia de Medicina, desde el 11 de enero de 1874, en el sillón 23. Fue autor de varias obras de carácter médico y redactor del periódico La Clínica (1862-1866). Falleció el 26 de diciembre de 1889 en su ciudad natal.